# Taxithelium protensum
Taxithelium protensum là một loài rêu trong họ Sematophyllaceae. Loài này được Dixon mô tả khoa học đầu tiên năm 1930.